# Zorocrates ocampo
Zorocrates ocampo is een spinnensoort uit de familie Zoropsidae. De soort komt voor in Mexico.